# Lunas del Auditorio
Lunas del Auditorio es un reconocimiento otorgado por el Auditorio Nacional a los mejores espectáculos en vivo en México, la presea es una réplica de la escultura de la Luna del escultor Juan Soriano que se encuentra afuera de ese recinto. Este premio es transmitido por Televisa, TV Azteca, Canal 22 de la Secretaría de Cultura y Canal Once del Instituto Politécnico Nacional.
El premio fue creado en 2002, con la celebración del 50 aniversario del Auditorio Nacional. Está destinado a premiar a grupos, compañías o solistas que actúan en México.

## Ganadores 2002
- Trayectoria Como Compositor e Intérprete- Armando Manzanero[2]
- Una Vida en el escenario- María Victoria[2]
- Trayectoria Artística- Luis Miguel[2]
- Rock en Español - El Tri[2]
- Rock en Lengua Extranjera - Eric Clapton[2]
- Pop en Español - Aleks Syntek[2]
- Pop en Lengua Extranjera - Miguel Bosé[2]
- Balada -Alejandro Sanz[2]
- Jazz y Blues - Diana Krall[2]
- Música Grupera - Celso Piña[2]
- Ritmos Afroamericanos - Buena Vista Social Club[2]
- Música Mexicana - Alejandro Fernández[2]
- Música de Iberoamérica para el mundo - Joan Manuel Serrat[2]
- Espectáculo Familiar - Disney sobre hielo[2]
- Investigación y Recuperación - Oscar Chávez[2]
- Espectáculo Clásico - Madame Butterfly[2]
- Danza -Ballet Kirov (Don Quijote - El Lago de los Cisnes - Gala de Ballet)[2]
- Musical Teatral - El Fantasma de la Ópera[2]
- Revelación - Elefante[2]
- Patrocinador - Telmex[2]

## Ganadores 2003
- Trayectoria Artística- Roberto Gómez Bolaños[3]
- Una Vida en el escenario- Silvia Pinal[3]
- Rock en Español - Café Tacvba[3]
- Rock en Lengua Extranjera - Peter Gabriel[3]
- Pop en Español - Shakira[3]
- Pop en Lengua Extranjera - Paul McCartney[3]
- Balada - Rosana[3]
- Jazz y Blues - Pat Metheny Group[3]
- Música Grupera - Los Tigres del Norte[3]
- Ritmos Afroamericanos - Celia Cruz[3]
- Música Mexicana - Vicente y Alejandro Fernández[3]
- Música de Iberoamerica para el mundo - Tania Libertad[3]
- Espectáculo Familiar - Cirque du Soleil[3]
- Investigación y Recuperación - Ballet Folclórico de México[3]
- Espectáculo clásico - El oro del Rhin[3]
- Danza - Ballet Kirov[3]
- Musical Teatral - Los Miserables[3]
- Espectáculo Alternativo - Marcel Marceau[3]
- Promoción Cultural Alternativa - Programa Dfiesta en el D.F, del Gobierno del Distrito Federal[3]
- Revelación - Yahir[3]

## Ganadores 2004
- Trayectoria Artística- Ernesto Alonso[4]
- Una Vida en el escenario- Amparito Arozamena[4]
- Composición Musical - Rubén Fuentes[4]
- Rock en Español - Café Tacvba[4]
- Pop en Español - Alejandro Sanz[4]
- Rock en Lengua Extranjera - Coldplay[4]
- Pop en Lengua Extranjera - Air Supply[4]
- Balada - Sin Bandera[4]
- Jazz y Blues - Lincoln Center Jazz Orchestra con Wynton Marsalis[4]
- Música Grupera - Intocable[4]
- Ritmos Afroamericanos - Rubén Blades[4]
- Música Mexicana - Pepe Aguilar[4]
- Espectáculo Familiar - Cirque Du Soleil[4]
- Investigación y Recuperación - Ballet Folclórico de México[4]
- Espectáculo Alternativo - Festival Alternativo (Café Tacvba, La Mala Rodríguez, Cerati, Placebo, Kinky)[4]
- Espectáculo Clásico - Orquesta Sinfónica Nacional[4]
- Danza - Compañía Nacional de Danza[4]
- Musicales Teatrales - Los Miserables[4]
- Forjador del imaginario Popular - Manuel Esperón[4]
- Innovación Artística Escénica - Miguel Bosé[4]
- Música de Iberoamérica para el mundo - Joan Manuel Serrat[4]
- Revelación - Angélica Vale[4]

## Ganadores 2005
- Trayectoria Artística- Ignacio López Tarso[5]
- Una Vida en el escenario- Carmen Montejo[5]
- Rock en Españon - Café Tacvba[5]
- Pop en Español - Diego Torres[5]
- Balada - Sin Bandera[5]
- Ritmos Afroamericanos - Internacional Sonora Santanera[5]
- Música Mexicana - Juan Gabriel[5]
- Espectáculo Clásico - Carmina Burana, Ópera Monumental[5]
- Danza Moderna - Compañía Nacional de Danza (Carmina Burana - Dionaea - El Cascanueces - El Lago de Los Cisnes)[5]
- Ballet - Ballet Bolshoi[5]
- Musical Teatral - Violinista en el Tejado[5]
- Espectáculo Familiar - Disney on Ice[5]
- Jazz y Blues - Festival de Jazz 2005 (Diana Krall, Mike Stern, Chucho Valdés, Wayne Shorter, María Rita, Yellowjackets)[5]
- Investigación y Recuperación - La Guelaguetza[5]
- Música Grupera - Intocable[5]
- Música de Iberoamérica para el Mundo - Chucho Valdés y Diego el Cigala[5]
- Espectáculo Alternativo - Stomp[5]
- Rock en Lengua Extranjera - Lenny Kravitz[5]
- Pop en Lengua Extranjera - Eros Ramazzotti[5]
- Revelación - Moderatto[5]

## Ganadores 2006
- Trayectoria Artística- José Ángel Espinoza[6]
- Una Vida en el escenario- Manuel "El Loco" Valdés[6]
- Artista Mexicano con Proyección Internacional - Alejandro Fernández[6]
- Rock en Español - Alejandra Guzmán[6]
- Rock en Lengua Extranjera - U2[6]
- Pop en Español - Luis Miguel[6]
- Pop en Lengua Extranjera - Air Supply[6]
- Balada - Raphael[6]
- Jazz y Blues - Chick Corea and Touchstone Jazz[6]
- Música Grupera - Intocable[6]
- Ritmos Afroamericanos - Buena Vista Social Club[6]
- Música Mexicana - Alejandro Fernández[6]
- Música de Iberoamérica para el Mundo - Diego "El Cigala"
- Espectáculo Familiar - Cirque du Soleil Saltimbanco[6]
- Espectáculo Alternativo - Nunca más: Un concierto por la vida[6]
- Espectáculo Clásico - Orquesta Filarmónica de Viena, Director Riccardo Muti[6]
- Danza Moderna - Ballet Teatro del Espacio, Carmen 2002[6]
- Musical Teatral - Cabaret[6]
- Ballet - Ballet del Teatro de la Scala de Milán[6]
- Música Electrónica - Moby[6]
- Tradición y Folclore - Jarocho[6]
- Revelación - Zoé[6]

## Ganadores 2007
- Trayectoria Artística- Marco Antonio Muñiz[7]
- Una Vida en el escenario- Sergio Corona[7]
- Rock en Español - Zoé[7]
- Rock en Lengua Extranjera - Coldplay[7]
- Pop en Español - Shakira[7]
- Pop en Lengua Extranjera - Robbie Williams[7]
- Balada - De la A a la Z (Armando Manzanero y Susana Zabaleta)[7]
- Jazz y Blues - Festival de Jazz de la Ciudad de México 2006[7]
- Música Grupera - K Paz de la Sierra[7]
- Ritmos Afroamericanos - Celso Piña[7]
- Música Mexicana - Alejandro Fernández[7]
- Música de Iberoamérica para el mundo - Joaquín Sabina[7]
- Espectáculo Familiar - Slava s Snow Show[7]
- Espectáculo Alternativo - Festival Vive Latino 2006[7]
- Espectáculo Clásico - Aida, Ópera monumental en fuego[7]
- Danza Moderna - !Esquina Bajan! (Compañía Nacional de Danza)[7]
- Musical Teatral - Hoy no me puedo levantar[7]
- Ballet - La Bella Durmiente (Compañía Nacional de Danza)[7]
- Música Electrónica - Depeche Mode[7]
- Tradición y Folclore - Jarocho[7]
- Pop en Español- Revelación - Camila[7]
- Tradición Renovada - Ana Ofelia Murguía[7]

## Ganadores 2008
- Trayectoria Artística - José José[8]
- Una Vida en el Escenario - Fanny Kaufman «Vitola»[8]
- Rock en Español - Café Tacvba[8]
- Pop en Lengua Extranjera - Alizée[8]
- Balada - Emmanuel[8]
- Música Grupera - Banda El Recodo[8]
- Música Iberoamericana - Dos Pájaros de un tiro (Joan Manuel Serrat y Joaquín Sabina)[8]
- Espectáculo Familiar - Quidam (Cirque du Soleil)[8]
- Espectáculo Alternativo  - Fuerzabruta[8]
- Danza Moderna - Ballet Teatro del Espacio[8]
- Ballet - Royal Ballet de Londres[8]
- Musical Teatral - El Rey León[8]
- Rock en Lengua Extranjera - Bob Dylan[8]
- Jazz y Blues - Bobby McFerrin[8]
- Espectáculo Clásico - Ennio Morricone (Musica per il cinema)[8]
- Música Electrónica - Daft Punk[8]
- World Music - Manu Chao[8]
- Pop en Español - Miguel Bosé[8]
- Música Mexicana - Juan Gabriel[8]
- Tradición y Folklore - Chavela Vargas[8]
- Música Afroamericana - Omara Portuondo[8]
- Revelación - Ximena Sariñana[8]

## Ganadores 2009
- Trayectoria Artística-Banda El Recodo[9]
- Una Vida en el Escenario-Elsa Aguirre[9]
- Rock en Español - Café Tacvba[9]
- Rock en Lengua Extranjera - Radiohead[9]
- Pop en Español - Miguel Bosé[9]
- Pop en Lengua Extranjera - Madonna[9]
- Balada -Yuri[9]
- Jazz y Blues - Béla Fleck & the Flecktones[9]
- Música Grupera - Los Tigres del Norte[9]
- Ritmos Afroamericanos - La Única Internacional Sonora Santanera[9]
- Música Mexicana - Alejandro Fernández[9]
- Música de Iberoamérica - Joan Manuel Serrat[9]
- Música de Iberoamérica para el mundo - Isabel Pantoja[9]
- Espectáculo Familiar - Slava's Snowshow[9]
- Investigación y Recuperación - Emma Elena Valdelamar[9]
- Espectáculo Clásico - Plácido Domingo[9]
- Danza -Compañía Nacional de Danza Contemporánea de Cuba (Carmina Burana)[9]
- Musical Teatral - La novicia rebelde[9]
- World Music - Manu Chao[9]
- Tradición y Folklore - Joaquín Cortés[9]
- Música Electrónica - Kinky[9]
- Ballet - Compañía Nacional de Danza y Orquesta del Teatro de Bellas Artes (El Cascanueces)[9]
- Espectáculo Alternativo - Lila Downs[9]
- Composición para el México de Siempre - Emma Elena Valdelamar[9]
- Revelación - Alexander Acha[9]

## Ganadores 2010
- Trayectoria Artística: Yolanda Montes Tongolele[10]
- Una Vida en el Escenario: Xavier López Chabelo[10]
- Rock en Lengua Extranjera: Paul McCartney[10]
- Pop en Lengua Extranjera: Elton John[10]
- Balada: Reyli[10]
- Música Grupera: La Arrolladora Banda El Limón[10]
- Espectáculo Clásico: Compañía Nacional de Ópera[10]
- Únicamente la verdad. La auténtica historia de Camelia La Texana[10]
- Danza Moderna: Compañía Nacional de Danza del INBA. Carmina Burana y Esquina Bajan. Homenaje a Nellie Happee[10]
- Musical Teatral: Mentiras, el musical[10]
- Música tradicional: Susana Harp y la Orquesta Sinfónica del IPN. De jolgorios y velorios[10]
- Jazz y Blues: Paté de Fuá[10]
- Música Mexicana: Pedro Fernández[10]
- Ballet: Ballet de Kiev[10]
- World Music: Lila Downs[10]
- Música Electrónica: Kinky[10]
- Música Iberoamericana: Diego el Cigala[10]
- Espectáculo familiar: Circo Atayde[10]
- Espectáculo alternativo: Fuerza bruta[10]
- Danza tradicional: Joaquín Cortés[10]
- Rock en Español: Enrique Bunbury[10]
- Pop en Español: Julieta Venegas[10]
- Música Afroamericana: Rubén Blades[10]
- Revelación: Hello Seahorse![10]

## Ganadores 2011
- Trayectoria Artística: Joaquín Cordero[11]
- Una Vida en el Escenario: Julio Alemán[11]
- Rock en Español: Zoé[11]
- Rock en Lengua Extranjera: U2[11]
- Pop en Español: Camila[11]
- Pop en Lengua Extranjera: Black Eyed Peas[11]
- Música Electrónica: David Guetta[11]
- Jazz y Blues: Celebremos América; Jazz at Lincoln Center Orchestra con Wynton Marsalis; Paquito de Rivera; Antonio Sánchez; Diego Urcola y Edmar Castañeda[11]
- Música Grupera: Espinoza Paz[11]
- Música Afroamericana: Calle 13[11]
- Música Mexicana: Alejandro Fernández[11]
- Música Iberoamericana: Joan Manuel Serrat[11]
- Música Teatral: Mamma Mia[11]
- Música Tradicional: Los Folkloristas 2011[11]
- Balada Marco Antonio Solís[11]
- Danza Moderna: Pilobolus Dance Theater[11]
- Danza Tradicional: La Guelaguetza[11]
- Espectáculo Alternativo: Philip Glass[11]
- Espectáculo Familiar: Slava´s Snowshow[11]
- Espectáculo Clásico: Alondra de la Parra y Plácido Domingo: México celebra a Plácido Domingo en concierto[11]
- World Music: Emir Kusturika | The No Smoking Orchestra[11]
- Ballet: Compañía Nacional de Danza[11]
- Revelación: Espinoza Paz[11]

## Ganadores 2012
- Trayectoria Artística: Oscar Chávez[12]
- Una Vida en el Escenario: Angélica María[12]
- Legado artístico iberoamericano: Joaquín Sabina y Joan Manuel Serrat[12]
- Rock en Español: Wirikuta Fest[12]
- Rock en Lengua Extranjera: Paul McCartney[12]
- Pop en Español: Gloria Trevi[12]
- Pop en Lengua Extranjera: Elton John[12]
- Música Electrónica: Nortec Collective Presents: Bostich + Fussible[12]
- Jazz y Blues: Michael Bublé[12]
- Música Grupera: Jenni Rivera[12]
- Música Afroamericana: Buena Vista Social Club y Omara Portuondo[12]
- Música Mexicana: Pedro Fernández[12]
- Música Iberoamericana: Chavela Vargas: La luna grande. Homenaje a García Lorca[12]
- Balada: Cristian Castro[12]
- Espectáculo Alternativo: Lila Dows: Pecados y milagros[12]
- Espectáculo Familiar: Cirque Du Soleil: Ovo[12]
- Espectáculo Clásico: André Rieu & His Johann Strauss Orchestra[12]
- Danza moderna: Compañía Tania Pérez-Salas: Pasión por la danza[12]
- Musical teatral: Mentiras. El musical[12]
- World music: Julia Migenes. Teresa Salgueiro. Angélique Kidjo. Mala Rodríguez. Bebel Gilberto. Olivia Gorra y Denise de Kalafe: Mujeres del mundo cantan[12]
- Ballet: Compañía Nacional de Danza: El Cascanueces[12]
- Danza tradicional: Ballet Folklórico de México de Amalia Hernández[12]
- Música tradicional: Diego El Cigala: Cigala & Tango[12]
- Revelación: Grupo Torreblanca[12]

## Ganadores 2013
- Trayectoria Artística: Mariachi Vargas de Tecalitlán[13]
- Una Vida en el Escenario: Hector Bonilla[13]
- Rock en Español: Caifanes[13]
- Rock en Lengua Extranjera: Metallica[13]
- Pop en Español: Emmanuel & Mijares[13]
- Pop en Lengua Extranjera: Madonna[13]
- Música Electrónica: David Guetta[13]
- Jazz y Blues: Paté de Fuá[13]
- Música Grupera: La Arrolladora Banda El Limón[13]
- Música Afroamericana: Cumbre Tajín 2013[13]
- Música Mexicana: Alejandro Fernández[13]
- Música Iberoamericana: Joan Manuel Serrat y Joaquín Sabina[13]
- Balada: Franco de Vita[13]
- Espectáculo Alternativo: Lila Downs[13]
- Espectáculo Familiar: Cirque Du Soleil: Michael Jackson The Immortal World Tour[13]
- Espectáculo Clásico: Ópera de Bellas Artes: Carmen[13]
- Danza moderna: Beijing Dance LDTX[13]
- Musical teatral: Mary Poppins[13]
- World music: Concha Buika[13]
- Festivales: Clazz Continental Latin Jazz[13]
- Ballet: Compañía Nacional de Danza: El Cascanueces[13]
- Danza tradicional: Ballet Folklórico de México de Amalia Hernández[13]
- Música tradicional: Los Folkloristas. Viva México!. Mi canto tiene raíz. Directores: Guillermo Pérez Ávila. Patricio Hidalgo y Leovigildo Martínez Vásquez[13]
- Recinto emblemático: Salón Los Ángeles[13]
- Revelación: Jenny and the Mexicats[13]

## Ganadores 2014
- Trayectoria Artística: Fernando Luján[14]
- Una Vida en el Escenario: José Solé[14]
- Rock en Español: Café Tacvba[14]
- Rock en Español | Precursores del Rock Mexicano Contemporáneo: Caifanes[14]
- Rock en Lengua Extranjera: Santana[14]
- Pop en Español: Jesse & Joy[14]
- Pop en Lengua Extranjera: Beyoncé[14]
- Música Electrónica: Avicii[14]
- Jazz y Blues: Hugh Laurie and Copper Bottom Band[14]
- Música Grupera: La Arrolladora Banda El Limón[14]
- Música Afroamericana: Los Ángeles Azules[14]
- Música Mexicana: Alejandro Fernández[14]
- Música Iberoamericana: Joan Manuel Serrat[14]
- Balada: Franco de Vita[14]
- Espectáculo Alternativo: Lila Downs[14]
- Espectáculo Familiar: Disney on ice, diversión por siempre[14]
- Espectáculo Clásico: La ópera de Bellas Artes: La Boheme[14]
- Danza moderna: Contradanza: La danza de los cisnes[14]
- Musical teatral: Wicked Danna Paola y Cecilia de la Cueva[14]
- World music: Paco de Lucía[14]
- Festival: Festival Internacional Cervantino[14]
- Ballet: Compañía Nacional de Danza[14]
- Danza tradicional: Guelaguetza 2013[14]
- Música tradicional: Diego el Cigala[14]
- Recinto emblemático: Palacio de las Bellas Artes[14]
- Revelación Artística: Sofi Mayen[14]

## Ganadores 2015
- Trayectoria Artística: Los Tigres del Norte[15]
- Una Vida en el Escenario: Diana Bracho[15]
- Rock en Español: Café Tacvba[15]
- Rock en Español | Precursores del Rock Mexicano Contemporáneo: Jaime López[15]
- Rock en Lengua Extranjera: Carlos Santana[15]
- Pop en Español: Ricky Martin[15]
- Pop en Lengua Extranjera: Bruno Mars[15]
- Música Electrónica: Paul Van Dyk[15]
- Jazz y Blues: Michael Bublé[15]
- Música Grupera: Julión Álvarez[15]
- Música Afroamericana: Los Ángeles Azules[15]
- Música Mexicana: Juan Gabriel[15]
- Música Iberoamericana: Joaquín Sabina[15]
- Balada: Camila[15]
- Espectáculo Alternativo: Lila Downs[15]
- Espectáculo Familiar: Cirque du Soleil[15]
- Espectáculo Clásico: Orquesta Sinfónica de Minería[15]
- Danza moderna: Mexico City Ballet[15]
- Musical teatral: El Rey León[15]
- World music: Diez Pianos[15]
- Festival: Festival Iberoamericano Vive Latino[15]
- Ballet: Compañía Nacional de Danza[15]
- Danza tradicional: Guelaguetza 2014[15]
- Música tradicional: Son de Madera[15]
- Recinto emblemático: Teatro Degollado[15]
- Revelación Artística: Caloncho[15]

## Ganadores 2016
- Trayectoria Artística: Luz María Aguilar[16]
- Una Vida en el Escenario: Susana Alexander[16]
- Rock en Español: Café Tacvba y Zoé[16]
- Rock en Español | Precursores del Rock Mexicano Contemporáneo: Cecilia Toussaint[16]
- Rock en Lengua Extranjera: The Rolling Stones[16]
- Pop en Español: OV7 y Kabah[16]
- Pop en Lengua Extranjera: Coldplay[16]
- Música Electrónica: David Guetta[16]
- Jazz y Blues: Paté de Fuá[16]
- Música Grupera: Julión Álvarez[16]
- Música Afroamericana: Los Ángeles Azules[16]
- Música Mexicana: Juan Gabriel[16]
- Música Regional Mexicana: La Arrolladora Banda El Limón[16]
- Música Iberoamericana: Pablo Milanés, Óscar Chávez y Fernando Delgadillo[16]
- Balada: Sin Bandera[16]
- Espectáculo Alternativo: Les Luthiers[16]
- Espectáculo Familiar: Cirque du Soleil[16]
- Espectáculo Clásico: London Philharmonic Orchestra dirigida por Alondra de la Parra[16]
- Danza moderna: Blanca Li[16]
- Musical teatral: El Rey León[16]
- World music: Los Pericos[16]
- Festival: XLIII Festival Internacional Cervantino[16]
- Ballet: Compañía Nacional de Danza[16]
- Danza tradicional: Ballet Folklórico de la Universidad de Colima[16]
- Música tradicional: Susana Harp[16]
- Recinto emblemático: Teatro Macedonio Alcalá[16]
- Revelación Artística: Felipe El Hombre[16]

## Ganadores 2017
- Trayectoria Artística: Enrique Guzmán[17]
- Una Vida en el Escenario: Ernesto Gómez Cruz[17]
- Rock en Español: Café Tacvba[17]
- Rock en Español | Precursores del Rock Mexicano Contemporáneo: Cecilia Toussaint[17]
- Rock en Lengua Extranjera: Roger Waters[17]
- Pop en Español: Emmanuel & Mijares[17]
- Pop en Lengua Extranjera: Ed Sheeran[17]
- Música Electrónica: Nortec Collective: Bostich +Fussible[17]
- Jazz y Blues: Paco de María: México Suena a Big Band[17]
- Música Urbana: Maluma[17]
- Música Grupera: Julión Álvarez[17]
- Música Afroamericana: Los Ángeles Azules[17]
- Música Mexicana: Lila Downs[17]
- Música Regional Mexicana: Banda Sinaloense MS de Sergio Lizárraga[17]
- Música Iberoamericana: El gusto es Nuestro: Joan Manuel Serrat, Miguel Ríos,Víctor Manuel y Ana Belén[17]
- Balada: Carlos Rivera[17]
- Espectáculo Alternativo: Apocalyptica[17]
- Espectáculo Familiar: Harry Potter y la piedra filosofal con la Orquesta Internacional de las Artes[17]
- Espectáculo Clásico: Ópera de Bellas Artes : Lucía di Lammermoor[17]
- Danza moderna: Primer festival Internacional de danza contemporánea de la Ciudad de México[17]
- Musical teatral: El Hombre de la Mancha[17]
- World music: El Show de los 10 Pianos[17]
- Festival: Corona Capital[17]
- Ballet: Ballet de Jalisco: Don Quijote[17]
- Danza tradicional:Guelaguetza[17]
- Música tradicional: Diego "El Cigala"[17]
- Recinto emblemático: Teatro Juárez[17]
- Revelación Artística: LNG / SHT[17]

## Ganadores 2018
- Trayectoria Artística:Horacio Franco[18]
- Trayectoria Internacional:Isaac Hernández[18]
- Una Vida en el Escenario: Patricia Reyes Spíndola[18]
- Rock en Español: Café Tacvba[18]
- Rock en Lengua Extranjera: Depeche Mode[18]
- Pop en Español: Timbiriche[18]
- Pop en Lengua Extranjera: Bruno Mars[18]
- Música Electrónica: Dimitri Vegas & Like Mike[18]
- Jazz y Blues: Diana Krall[18]
- Música Urbana: J Balvin[18]
- Música Grupera: Julión Álvarez[18]
- Música Afroamericana: Willie Colón: The King of Salsa[18]
- Música Mexicana: Aída Cuevas[18]
- Música Regional Mexicana: Banda Sinaloense MS de Sergio Lizárraga[18]
- Música Iberoamericana: Jorge Drexler[18]
- Balada: Carlos Rivera[18]
- Espectáculo Alternativo: Cirque Du Soleil[18]
- Espectáculo Familiar: Disney On Ice: Sigue tus emociones[18]
- Espectáculo Clásico: Filarmónica de Viena dirigida por Gustavo Dudamel[18]
- Danza moderna: Segundo Festival Internacional de Danza Contemporánea de la Ciudad de México[18]
- Musical teatral: Billy Elliot, el musical[18]
- World music: La Santa Cecilia[18]
- Festival: 45 Festival Internacional Cervantino[18]
- Ballet: Ballet de Monterrey: El Fantasma de la Ópera, El Cascanueces y El lago de los cisnes: Pasión en blanco y negro[18]
- Danza tradicional:Ballet Folklórico de México de Amalia Hernández[18]
- Música tradicional: Omara Portuondo y Diego El Cigala: Omara & Diego[18]
- Recinto emblemático: Teatro de la Ciudad Esperanza Iris[18]
- Revelación Artística:El David Aguilar[18]

## Ganadores 2019
- Trayectoria Artística: Gloria Trevi[19]
- Una Vida en el Escenario: Rafael Inclán[19]
- Rock en Español: Zoé[19]
- Rock en Lengua Extranjera: Roger Waters[19]
- Pop en Español: Timbiriche[19]
- Pop en Lengua Extranjera:  Phil Collins[19]
- Música Electrónica: The Chemical Brothers[19]
- Jazz y Blues: Big Band Jazz de México[19]
- Música Urbana: Sebastián Yatra[19]
- Música Afroamericana: Los Ángeles Azules[19]
- Música Mexicana:  Lila Downs[19]
- Música Regional Mexicana: Los Tigres del Norte[19]
- Música Iberoamericana: Cantautores Presenta: Delgadillo, Filio y Oceransky[19]
- Balada: Carlos Rivera[19]
- Espectáculo Alternativo: Tokyo Ska Paradise Orchestra[19]
- Espectáculo Familiar: Cirque du Soleil: Luzia[19]
- Espectáculo Clásico: Orquesta Filarmónica de la UNAM[19]
- Danza moderna: Compañía Nacional de Danza: Carmina Burana[19]
- Musical teatral: Los miserables[19]
- World music: Los pericos[19]
- Festival: Vive Latino 2019[19]
- Ballet: Isaac Hernández: Despertares[19]
- Danza tradicional:La Guelaguetza[19]
- Música tradicional:Los Cojolites & Ampersan[19]
- Recinto emblemático: Teatro Ángela Peralta[19]
- Revelación Artística: Ed Maverick[19]

## Controversias
El 28 de octubre de 2009 Los Tigres del Norte anunciaron que cancelaban su presentación ese mismo día en la octava entrega de las Lunas del Auditorio debido a que los organizadores de esta premiación pidieran a la agrupación que no tocaran el tema "La granja", debido a que este es una de las canciones más controvertidas, ya que la letra de este tema hace una crítica al narcotráfico y al gobierno del presidente Felipe Calderón. Después, tanto autoridades del Auditorio Nacional como de la Secretaría de Gobernación respondieron a este llamado adjudicando al grupo por hacer una autocensura. El tiempo donde tocaría la agrupación fue sustituido por un popurrí interpretado por la cantante Yuri, además esa misma noche fueron galardonados con la Luna en la categoría "Música Grupera".